# Androgeno
Androgeno è un termine generico che indica ogni componente, naturale o sintetico, normalmente un ormone steroideo, che stimola e controlla lo sviluppo ed il mantenimento delle caratteristiche maschili nei vertebrati, legandosi ai recettori degli androgeni. Questo riguarda le caratteristiche accessorie maschili, gli organi sessuali e lo sviluppo dei caratteri sessuali secondari. Gli androgeni, che vennero scoperti per la prima volta nel 1936, vengono chiamati anche ormoni androgeni. Androgeni sono anche gli steroidi anabolizzanti. Essi sono i precursori degli estrogeni, gli ormoni sessuali femminili. Il principale e più conosciuto androgeno è il testosterone.

## Tipi di androgeni
Un sottoinsieme di androgeni, androgeni adrenalinici, comprende tutti i 19-carbon steroidi sintetizzati dalla corteccia surrenale, la porzione interna della ghiandola surrenale (zonula reticularis), che funzionano come steroidi deboli o precursori degli steroidi, incluso il deidroepiandrosterone (DHEA), solfato di deidroepiandrosterone (DHEA-S) e androstenedione.
Oltre al testosterone, gli altri androgeni comprendono:
- Il Diidroepiandrosterone (DHEA): un ormone steroideo prodotto dal colesterolo nella corteccia surrenale che è il precursore primario degli estrogeni naturali.  DHEA viene anche chiamato deidroisoandrosterone o deidroandrosterone.
- L'Androstenedione (Andro): è uno steroide androgenico il quale è prodotto dal testicolo, la corteccia surrenale, e le ovaie. Mentre gli androstenedioni sono convertiti metabolicamente in testosterone e altri androgeni, sono anche la struttura dalla quale origina l'estrone. L'uso di androstenedione in campo sportivo, quale sviluppatore delle masse muscolari, è stato vietato dal Comitato Olimpico Internazionale così come da tutte le federazioni sportive mondiali e nazionali.
- L'Androstenediolo: lo steroide metabolita che si ritiene sia il principale regolatore della secrezione delle gonadotropine.
- L'Androsterone: un sottoprodotto chimico creato durante il frazionamento degli androgeni, o derivato dal progesterone, che esercita minori effetti mascolinizzanti, ma con un settimo d'intensità rispetto al testosterone.  Esso si trova in quantità approssimativamente uguali nel plasma e nell'urina di maschi e femmine.
- Il Diidrotestosterone (DHT): un metabolita del testosterone che è quello che si lega con maggior forza ai recettori degli androgeni.

## Funzione degli androgeni

### Sviluppo del maschio
Durante lo sviluppo dei mammiferi, all'inizio le gonadi hanno la capacità di diventare ovaie o testicoli. Nell'essere umano, a partire dalla quarta settimana, i rudimenti gonadici sono presenti all'interno del mesoderma intermedio, adiacente ai reni in via di sviluppo. Verso la sesta settimana, i cordoni sessuali epiteliali si sviluppano all'interno dei testicoli in via di formazione e incorporano le cellule germinali quando migrano nelle gonadi. Nei maschi, determinati geni del cromosoma Y, in particolare SRY, controllano lo sviluppo del fenotipo maschile, che comprende la conversione della gonade primordiale bipotente in testicolo. Nei maschi, i cordoni sessuali invadono completamente le gonadi in via di maturazione.
Nell'ottava settimana dello sviluppo fetale, le cellule di Leydig compaiono nelle gonadi in via di differenziazione del maschio. Le cellule epiteliali dei cordoni sessuali, derivate dal mesoderma, nei testicoli in via di sviluppo, diventano le cellule del Sertoli, che agiranno promuovendo la formazione delle cellule spermatiche. Tra i tubuli, è presente una popolazione minore di cellule non epiteliali; queste sono le cellule di Leydig, che producono androgeni. Le cellule di Leydig possono essere considerate come producenti gli androgeni che fungono da ormoni paracrini, richiesti dalle cellule del Sertoli per favorire la produzione spermatica. Subito dopo la loro differenziazione, le cellule di Leydig iniziano a produrre androgeni, richiesti per la mascolinizzazione del feto maschile in via di sviluppo (inclusa la formazione del pene e dello scroto). Sotto l'influenza degli androgeni, resti di mesonefrone, i dotti di Wolff, diventano l'epididimo, il dotto deferente e le vescicole seminali. Quest'azione degli androgeni è promossa da un ormone prodotto dalle cellule del Sertoli, l'AMH, che previene nell'embrione maschile la trasformazione dei dotti mulleriani embrionari in tube di Falloppio e in altri tessuti dell'apparato riproduttivo femminile. L'AMH e gli androgeni collaborano per consentire il normale spostamento dei testicoli nello scroto.
Prima dell'inizio della produzione dell'ormone pituitario LH da parte dell'embrione, verso l'11ª-12ª settimana, la gonadotropina corionica umana (hCG) promuove la differenziazione delle cellule di Leydig e la loro produzione di androgeni. L'azione degli androgeni sui tessuti bersaglio comprende spesso la conversione del testosterone in 5α-diidrotestosterone (DHT).

### Spermatogenesi
Durante la pubertà, la produzione di androgeni, di LH e di FSH aumenta e i cordoni sessuali si canalizzano, formando i tubuli seminiferi, mentre le cellule germinali iniziano a differenziarsi in sperma. Durante l'età adulta, androgeni e FSH agiscono in sinergia sulle cellule del Sertoli nei testicoli per favorire la produzione spermatica. È possibile usare una supplementazione di androgeni esogeni come contraccettivo maschile. Gli elevati livelli di androgeni, causati dall'uso di supplementazioni di androgeni, possono inibire la produzione di LH, bloccando la produzione di androgeni endogeni da parte delle cellule di Leydig. Senza i livelli localmente elevati di androgeni nei testicoli, dovuti alla produzione di androgeni da parte delle cellule di Leydig, i tubuli seminiferi possono degenerare e causare infertilità.

### Inibizione del deposito adiposo
I maschi hanno, di solito, una quantità minore di tessuto adiposo rispetto alle femmine. Recenti risultati indicano che gli androgeni inibiscono la capacità di alcune cellule adipose di accumulare lipidi, bloccando una via di trasduzione del segnale che normalmente favorisce la funzione adipocitaria.

### Masse muscolari
Gli uomini, normalmente, hanno delle masse muscolari più sviluppate delle donne. Gli androgeni promuovono lo sviluppo delle masse muscolari mettendo in atto un meccanismo di moltiplicazione di alcuni tipi di cellula dei tessuti muscolari.

### Cervello
I livelli circolanti di androgeni possono influenzare il comportamento umano in quanto alcuni neuroni sono sensibili agli ormoni steroidei.  Il livello di androgeni è implicato nella regolazione della libido.

## Altri effetti degli androgeni
Alcuni androgeni come il testosterone o il nandrolone diminuiscono l'insulinoresistenza, sono quindi utili nella cura del diabete mellito. Inoltre migliorano la struttura muscolare e ossea perciò sono importanti anche nel prevenire e curare l'osteoporosi.

## Insensività agli androgeni negli umani
La ridotta capacità di un cromosoma Y a rispondere agli androgeni, può creare seri problemi quali infertilità e diverse forme di intersessualità.